# Borthwickia trifoliata
Borthwickia trifoliata  es una especie de arbusto  y el único miembro del género monotípico Borthwickia, perteneciente a la familia Capparaceae. Es originaria de Asia.

## Descripción
Son arbustos o árboles pequeños, que alcanzan un tamaño de 1-6 m de altura. Las ramitas verde pálido, secado al verde amarillo, con densa pubescencia blanca corta, después glabrescente, fragante cuando está fresco y después del secado. Pecíolo (3 -) 5-13 (-20) cm; peciólulos de 1 cm, hojas  membranosas, envés con pubescencia corta blanca en las venas, adaxial glabra, envés vena media plana y adaxialmente planteadas, venas secundarias 7-9 en cada lado de la vena media, venas reticulares visibles en ambas superficies; foliolos laterales ovados lanceolados. Las inflorescencias de 8-20 cm, sésiles; brácteas de 1-1,5 cm, de hoja caduca. Los botones florales de color marfil, con forma de lezna, cilíndricos, de 15 × 5-6 mm.  Cápsula moniliforme, 6-9 cm × 4-6 mm, la base atenuada, ápice con un pico de 3-5 mm; pericarpio secado marrón negruzco y delgado. Semillas 4-6 por cápsula, 2-3 mm, la base truncada, ápice agudo. Fl. Abril-junio, fr. Agosto-septiembre.

## Distribución y hábitat
Se encuentra en los valles húmedos, bosques, barrancos, a una altitud de 300-1400 metros en Yunnan y E y N Birmania.

## Taxonomía
Borthwickia trifoliata fue descrita por William Wright Smith y publicado en Transactions and Proceedings of the Botanical Society of Edinburgh 24: 175. 1911.